# دانشگاه بین‌المللی علوم و فناوری
دانشگاه بین‌المللی علوم و فناوری (به عربی: الجامعة الدولیة الخاصة للعلوم والتکنولوجیا) یک دانشگاه در سوریه است که در درعا واقع شده‌است.